# Winna Góra (Piła)
Winna Góra – wzgórze o wysokości 199 m n.p.m. stanowiące najwyższy punkt powiatu ostrowskiego i jedno z wyższych wzniesień Wzgórz Twardogórskich. Położone jest w granicach wsi Piła w gminie Sośnie (na północny wschód od zabudowań Piły), na terenie obszaru chronionego krajobrazu Wzgórza Ostrzeszowskie i Kotlina Odolanowska (woj. wielkopolskie). W pobliżu położony jest drugi najwyższy szczyt powiatu, Góra Olszowa (195 m n.p.m.). Winna Góra leży na terenie leśnym, prowadzi do niej leśna ścieżka.